# التصاق اللسان
يعد التصاق اللسان أو اللسان المربوط مشكلة تظهر بعد الولادة وتحدث حينما تصبح الأنسجة الملاصقة للسان والمتصلة بأسفل الفم قصيرة جداً اومتصله بمقدمة اللسان بما يعيق قدرة اللسان على الحركة بحريه. نجد أن نسبة وجود التصاق اللسان تظهر في نحو 5 إلى 10 % من الأطفال حديثي الولادة ويصيب الذكور أكثر من الإناث. لا يعرف عادة السبب الرئيسي للإصابة بالتصاق اللسان ولكن هناك عوامل وراثية

## التأثيرات
التصاق اللسان يمكن أن يؤثر على التغذية، التعبير ونظافة الفم  بالإضافة له آثار ميكانيكية / اجتماعية.

### العلامات والأعراض عند الأطفال الرضع
صعوبة في عملية المص أثناء الرضاعة وصعوبة في تحريك اللسان داخل الفم. يستبدل المولود عملية المص لصعوبتها بالمضغ على حلمة الام. صوت نقر أثناء الرضاعة ناتج عن سوء عملية مص الحليب. نقل غير فعال لحليب الأم. عدم زيادة الوزن أو نقصان الوزن. وجود غازات ومغص. الضيق أثناء الرضاعة والبعد المتكرر عن الثدي. ظهور الإرهاق والتعب في أول دقيقة أو دقيقتين من بدء العناية والرضاعة.

## التشخيص
وفقاً لهورتون وآخرون، قد يكون تشخيص الالتصاق اللساني صعباً؛ حيث لا يظهر دائماً بالنظر إلى الجانب السفلي من اللسان، ولكنه غالباً ما يعتمد على مدى الحركة التي تسمح بها العضلات الذقنية اللسانية. بالنسبة للرضع، قد يكشف رفع طرف اللسان بشكل سلبي باستخدام المنحية عن المشكلة. أما بالنسبة للأطفال الأكبر سناً، فإن جعل اللسان يتحرك إلى أقصى مدى له سيظهر تقييد طرف اللسان. وبالإضافة إلى ذلك، فإن ملامسة اللسان عضلات اللسان الخارجية السفلية سيساعد في تأكيد التشخيص.
يمكن أن تتمثل بعض علامات التصاق اللسان في صعوبة التحدث أو صعوبة الأكل أو مشاكل الأسنان المستمرة أو ألم الفك أو الصداع النصفي.

يوصى باستخدام مقياس شدة اللسان اللثوي الذي يصنف مظهر اللسان ووظيفته في أكاديمية طب الرضاعة الطبيعية. 

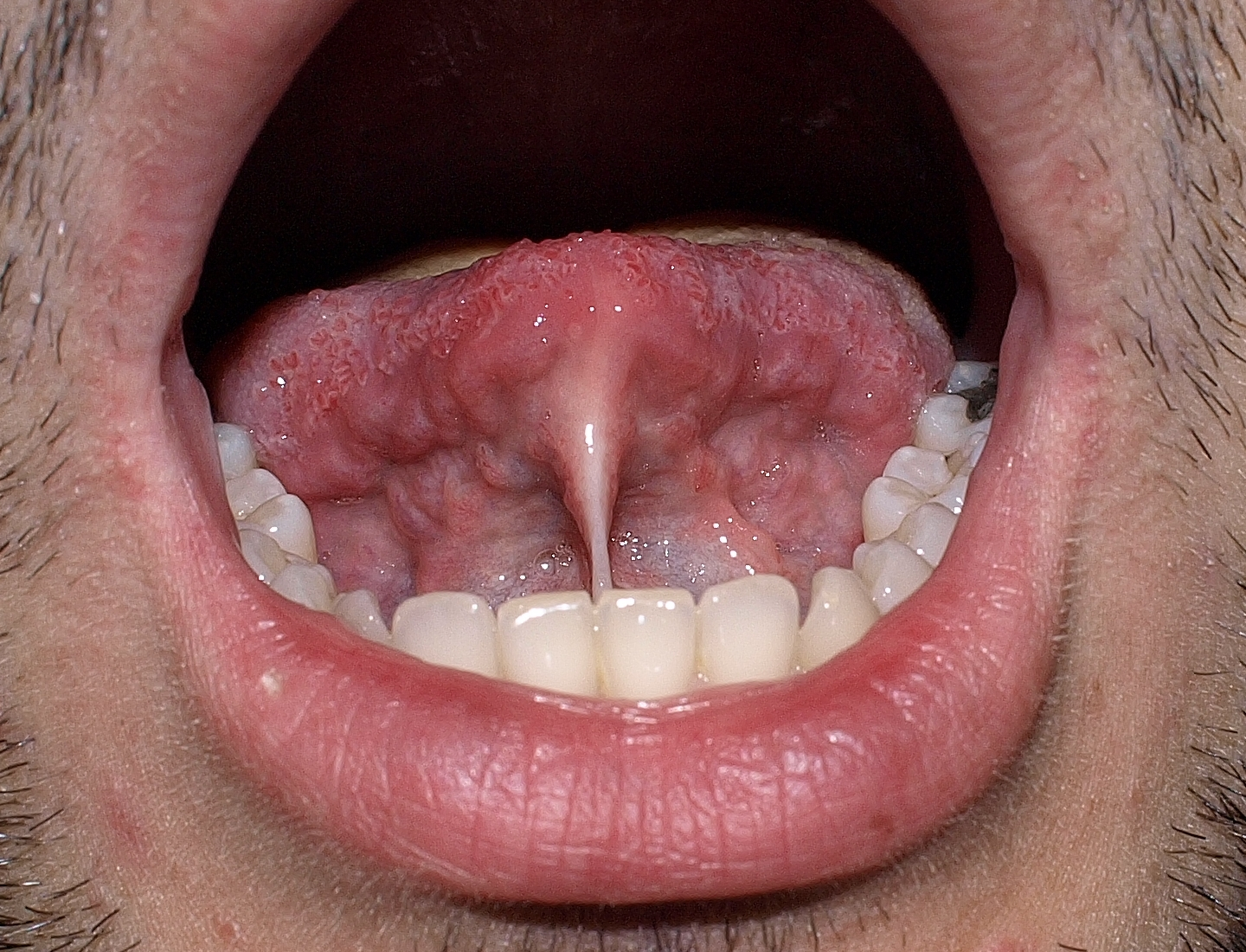
التصاق اللسان

## أنواع التصاق اللسان

### النوع الأول
هو اتصال اللجام إلى طرف اللسان وعادة تكون أمام حافة اللثة الامامية

### النوع الثاني
يكون امتداد التصاق بطول 2 إلى 4 مليمتر خلف طرف اللسان ويكون هناك اتصال بحافة اللثة أو خلفها

### النوع الثالث
هو اتصال بمنتصف اللسان ومنتصف قاعدة الفم ويكون عادة أكثر شدة وأقل مرونة

## مشكلات التحدث
يمكن لالتصاق اللسان التداخل والتأثير على القدرة على نطق بعض الحروف مثل النون، التاء، الثاء، اللام، الدال والراء .

## عدم القدرة على نظافة الفم
تسوس الأسنان والتهاب اللثة الناتجة عن عدم القدرة على تنظيف الأسنان بشكل صحيح.
وجود فجوة أو مسافة بين اثنين من الأسنان الأمامية السفلية.
الشخص المصاب بالتصاق الأسنان يمكن أن يواجه صعوبة لعمل ما يلي

## العلاج
هناك أنواع مختلفة لعلاج التصاق اللسان. يشمل في بعض الأحيان عملية استئصال لجام اللسان. يمكن إجراء هذا الإجراء الشائع نسبياً في طب الأسنان باستخدام ليزر الأنسجة الرخوة، مثل ليزر ثاني أكسيد الكربون.
يمكن إجراء عملية استئصال لجام اللسان كإجراء مستقل أو كجزء من جراحة أخرى. عادةً ما يكون الإجراء سريعاً ويتم إجراؤه تحت التخدير الموضعي. أولاً، يتم تخدير المنطقة تحت اللسان بحقنة. وبمجرد تخدير المريض، يتم عمل شق صغير في النسيج ويتم تحرير اللسان من رباطه. ثم يتم إغلاق الشق الجراحي بخيوط جراحية قابلة للذوبان. عادةً ما يكون التعافي من استئصال لجام اللسان سريعاً ولا يشعر معظم المرضى بألم أو انزعاج يذكر.
وفقًا لالاكيا وميسنر، يمكن النظر في إجراء الجراحة للمرضى من أي عمر ممن يعانون من اللجام الضيق، بالإضافة إلى وجود تاريخ من صعوبات النطق أو التغذية أو صعوبات ميكانيكية/اجتماعية. قد يختار البالغون الذين يعانون من التصاق اللسان إجراء العملية. بعض من قاموا بذلك أبلغوا عن ألم ما بعد الجراحة.
يعتقد هورتون وآخرون، أن الأشخاص الذين يعانون من التصاق اللسان يمكنهم التعويض في كلامهم عن نطاق حركة اللسان المحدود. على سبيل المثال، إذا كان طرف اللسان مقيدًا عند إصدار أصوات مثل /ن، ت، د، ل/، يمكن للسان أن يعوض ذلك من خلال التسنين؛ وذلك عندما يتحرك طرف اللسان إلى الأمام وإلى أعلى. عند إنتاج /ر/، يمكن أن يعوض ارتفاع الفك السفلي عن تقييد حركة اللسان. أيضًا، يمكن التعويض عن /س/ و /ز/ باستخدام ظهر اللسان للتلامس مع بساط الحنك. وبالتالي، اقترح هورتون وآخرون استراتيجيات تعويضية كوسيلة لمواجهة الآثار الضارة لالتصاق اللسان ولم يشجعوا على إجراء عملية جراحية. عادةً ما يتم إجراء العلاجات غير الجراحية من قبل أخصائيي طب عضلات الوجه، وتتضمن استخدام تمارين لتقوية وتحسين وظيفة عضلات الوجه وبالتالي تعزيز الوظيفة السليمة للوجه والفم واللسان.
هناك بديل للجراحة للأطفال الذين يعانون من التصاق اللسان وهو اتباع نهج الانتظار والترقب، وهو أكثر شيوعًا إذا لم يكن هناك أي تأثيرات على التغذية. ويذكر روفولي وآخرون أن اللجام يتراجع بشكل طبيعي خلال عملية نمو الطفل بين ستة أشهر وست سنوات من العمر.